# Stefanie Lejeune
Stefanie Lejeune (* 1. August 1966 in Bernkastel-Kues) ist eine deutsche Juristin und ehemalige Politikerin. Von Mai 2001 bis Mai 2006 war sie Staatssekretärin im Ministerium der Justiz Rheinland-Pfalz und von 2006 bis 2009 Landtagsabgeordnete. Seit März 2010 ist sie Rechtsanwältin in Berlin.

## Leben und Beruf
Nach dem Abitur am Staatlichen Hilda-Gymnasiums Koblenz studierte Lejeune von 1985 bis 1991 Rechtswissenschaften an der Universität Trier.
Während ihres Studiums war sie von 1988 bis 1991 wissenschaftliche Hilfskraft am Institut für Umwelt- und Technikrecht bei Michael Kloepfer und Stipendiatin der Friedrich-Naumann-Stiftung. Vor Antritt ihres Rechtsreferendariat war sie von 1991 bis 1993 Kollegiatin im von der Deutschen Forschungsgemeinschaft geförderten Graduiertenkolleg „Umwelt- und Technikrecht“ an der Universität Trier. Während des juristischen Vorbereitungsdienstes beim Oberlandesgericht Koblenz war sie u. a. wissenschaftliche Mitarbeiterin bei Meinhard Schröder. Mit ihrer Dissertation „Legaldefinitionen unter besonderer Berücksichtigung des Umweltrechts“ wurde sie 1996 bei Michael Kloepfer an der Humboldt-Universität zu Berlin promoviert.
Nach dem Zweiten Staatsexamen war sie von 1996 bis 2001 Richterin beim / am Sozialgericht Trier und wurde 2001 zur Staatssekretärin im Ministerium der Justiz Rheinland-Pfalz ernannt und war von Mai 2006 bis 2009 Abgeordnete des Landtags Rheinland-Pfalz.
Seit 2006 hat Lejeune einen Lehrauftrag der Juristischen Fakultät der Humboldt-Universität zu Berlin und ist seit 2009 Vorstandsmitglied des „Institut für Gesetzgebung und Verfassung (IUTR) e.V. “ an der Humboldt-Universität zu Berlin. Seit 2010 ist sie als Rechtsanwältin in Berlin tätig und berät u. a. Öffentliche Verwaltung und Unternehmen zu Fragen der Korruptionsprävention und der Corporate Compliance. Im Behörden Spiegel nimmt sie seit 2013 als Kolumnistin monatlich Stellung zu aktuellen Themen der Korruptionsbekämpfung und -prävention. Lejeune ist zudem Präsidentin des Vereins Qanuun – Institut für interdisziplinäre Korruptionsprävention in der Verwaltung e. V.

## Politischer Werdegang
Ihre politische Laufbahn begann Lejeune 1987 mit dem Eintritt in die FDP, zugleich wurde sie Mitglied der Jungen Liberalen. Sie hatte mehrere Jahre das Amt der Kreisvorsitzenden der Jungen Liberalen Bernkastel-Wittlich inne, gehörte dem Bezirks- und Landesvorstand der Jungen Liberalen an und war Mitglied des Kreisvorstandes der FDP Bernkastel-Wittlich sowie Delegierte zum Bezirks-, Landes- und später auch zum Bundesparteitag. Wegen ihrer (umwelt)rechtlichen Expertise gehörte sie zudem dem Umweltausschuss des Kreistages Bernkastel-Wittlich an und war ordentliches Mitglied des Bundesfachausschusses Innen und Recht der FDP.
Von 2001 bis 2006 bekleidete sie in der 2. Amtsperiode des Ministerpräsidenten Kurt Beck (SPD/FDP-Koalition) von 2001 bis 2006 das Amt der Staatssekretärin im Ministerium der Justiz Rheinland-Pfalz bei Justizminister Herbert Mertin.
Nachdem die SPD bei der Landtagswahl im Mai 2006 die absolute Mehrheit errungen hatte und die FDP auf die Oppositionsbank wechselte, war sie von 2006 bis 2009 Abgeordnete des Rheinland-Pfälzischen Landtags und als solche Mitglied der parlamentarischen Kontrollkommission nach Art. 10 GG, des Rechtsausschusses sowie des Wahlprüfungsausschusses. In ihrer Funktion als rechts-, kirchen- und kulturpolitische Sprecherin der FDP-Landtagsfraktion nahm sie hier auch entsprechende Koordinationsfunktionen auf Parteiebene über die Landesgrenzen von Rheinland-Pfalz hinaus wahr.
Im Jahre 2002 wurde sie zudem zur Kreisvorsitzenden der FDP Trier gewählt. Nach der Kommunalwahl 2004 konnte die FDP nach zehnjähriger Abwesenheit mit Lejeune an der Spitze erneut in Fraktionsstärke in den Stadtrat von Trier einziehen. Lejeune gehörte dem Trierer Stadtrat bis 2009 an.

## Schriften
- B. Weber / S. Lejeune, Compliance in Hochschulen, Handbuch für Universitäten, Hochschulen und außeruniversitäre Forschungseinrichtungen, Erich Schmidt Verlag, 2019
- S. Lejeune, Externe Unterstützung der Korruptionsprävention durch Ombudspersonen, in: C. Stark (Hrsg.): Korruptionsprävention: Personalwirtschaftliche und organisatorischeInstrumente, Gabler-Springer, 2017
- S. Lejeune (Hrsg.), Interessengeleitete Gesetzgebung – Lobbyismus in der Demokratie, Nomos, 2014
- S. Lejeune, Voraussetzungen und Grenzen der Zuwendungen an Bedienstete und Repräsentanten der öffentlichen Hand, Compliance-Berater (CB) 6/2014, S. 203–208.
- S. Lejeune, Anachronismen politischer Willensbildung im internen Gesetzgebungsverfahren, in: Franzius/ Lejeune/ u. a. (Hrsg.), Beharren, Bewegen, – FS f. M. Kloepfer zum 70. Geb., 2013, S. 775–792, Duncker & Humblot, 2013
- S. Weber-Lejeune, Legaldefinitionen unter besonderer Berücksichtigung des Umweltrechts, Dissertation Humboldt-Universität zu Berlin, Arno-Spitz-Verlag, 1997, S. 211.